# Yuriti
Le yuriti, aussi appelé juriti, yutiti-tapuyo ou wajiara, est une langue tucanoane de la branche orientale, parlée en Amazonie, en Colombie dans le Vaupés, le long des rivières Paca et Caño Tí par 200 à 250 personnes. Un petit groupe de locuteurs, environ 35, est présent au Brésil.

## Écriture
| Majuscules | A | Ã | B | C | D | E | Ẽ | G | H | I | Ĩ | J | M | N |
| Minuscules | a | ã | b | c | d | e | ẽ | g | h | i | ĩ | j | m | n |
| Majuscules | Ñ | O | Õ | P | Q | R | S | T | U | Ũ | Ʉ | Ʉ̃ | W | Y |
| Minuscules | ñ | o | õ | p | q | r | s | t | u | ũ | ʉ | ʉ̃ | w | y |

L’accent aigu indique l’accent tonique et se positionne sur une voyelle : ‹ á ã́ é ẽ́ í ĩ́ ó ṍ ú ṹ ʉ́ ʉ̃́ ›.

## Phonologie

### Voyelles
|         | Antérieure | Centrale  | Postérieure |
| ------- | ---------- | --------- | ----------- |
| Fermée  | ‹ i › /i/  | ‹ ʉ › /ɨ/ | ‹ u › /u/   |
| Moyenne | ‹ e › /e/  |           | ‹ o › /o/   |
| Ouverte |            | ‹ a › /a/ |             |

### Consonnes
|               |               | Bilabiale | Dentale   | Palatale   | Vélaire   | Glottale  |
| ------------- | ------------- | --------- | --------- | ---------- | --------- | --------- |
| Occlusives    | Sourdes       | ‹ p › /p/ | ‹ t › /t/ |            | ‹ k › /k/ |           |
| Occlusives    | Sonores       | ‹ b › /b/ | ‹ d › /d/ |            | ‹ g › /ɡ/ |           |
| Fricatives    | Fricatives    |           | ‹ s › /s/ |            |           | ‹ h › /h/ |
| Affriquées    | Sourdes       |           |           | ‹ c › /t͡ʃ/ |           |           |
| Affriquées    | Aspirées      |           |           | ‹ j › /d͡ʒ/ |           |           |
| Liquides      | Liquides      |           | ‹ r › /r/ |            |           |           |
| Semi-voyelles | Semi-voyelles | ‹ w › /w/ |           |            |           |           |